# Tarbes
Tarbes is een gemeente in het Franse departement Hautes-Pyrénées (regio Occitanie). De gemeente telde 44.529 inwoners op 1 januari 2022. De plaats is de prefectuur van het departement en van het arrondissement Tarbes. Het is ook een centrumstad van het gemeentelijk samenwerkingsverband Communauté d'Agglomération Tarbes-Lourdes-Pyrénées.
Tarbes is de historische hoofdstad van Bigorre en een bisschopsstad. Het is de geboorteplaats van maarschalk Ferdinand Foch en heeft een lange militaire traditie.

## Geschiedenis
Tarbes is ontstaan als een nederzetting van de Aquitaanse stam der Bigerri, op de zoutweg over de Pyreneeën. In de vijfde eeuw was Civitas Tarba Ubi Castrum Bigorra een belangrijke stad in Novempopulania. Al in de vroege zesde eeuw ontstond het bisdom Bigorre, met Tarbes als bisschopszetel. Tijdens de invallen van de Noormannen werd de stad verwoest. Tarbes was ook de hoofdstad van het graafschap Bigorre, dat van de negende eeuw tot de vijftiende eeuw een kleine vazalstaat van het hertogdom Aquitanië was. De graaf van Bigorre bouwde er in de twaalfde eeuw zijn kasteel en vestigde er ook een rechtbank. Tarbes kwam op het einde van de veertiende eeuw in handen van de Engelsen. De stad bestond uit zes verschillende ommuurde wijken en werd bestuurd door consuls.
De Hugenotenoorlogen woedden hevig in en rond Tarbes. Pas aan het begin van de zeventiende eeuw werd de stad opgenomen in het koninkrijk Frankrijk. De stad herstelde zich langzaam om een sterke economische en demografische groei te kennen in de achttiende eeuw. Door irrigatie werd de landbouwproductie verhoogd. De kanalen op de Adour dreven watermolens aan. De stadsmuren die deze groei in de weg stonden werden gesloopt. 
Het bisdom Bigorre verdween na de Franse Revolutie en werd niet heropgericht door het Concordaat van 1801. Pas tijdens de Restauratie kwam er opnieuw een bisdom Tarbes, dat overeenstemde met de grenzen van het departement Hautes-Pyrénées. Tarbes werd een belangrijk administratief centrum als prefectuur van Hautes-Pyrénées. In 1806 werd door Napoleon in Tarbes de nationale stoeterij (Haras de Tarbes) gesticht, met als doel zijn legers van voldoende paarden te voorzien. Hier werd in de loop van de negentiende eeuw het anglo-arabisch paard gefokt. Op zijn hoogtepunt op het einde van de negentiende eeuw had de stoeterij 150 fokhengsten. Tarbes werd ook een garnizoenstad; in 1825 werd een cavaleriekazerne geopend. Met de komst van de spoorweg (1857) en een arsenaal waar munitie werd geproduceerd, begon de opkomst van de industrie in Tarbes.

## Geografie
De oppervlakte van Tarbes bedroeg op 1 januari 2022 15,33 vierkante kilometer; de bevolkingsdichtheid was toen 2.904,7 inwoners per km².  De onderstaande kaart toont de ligging van Tarbes met de belangrijkste infrastructuur en aangrenzende gemeenten.

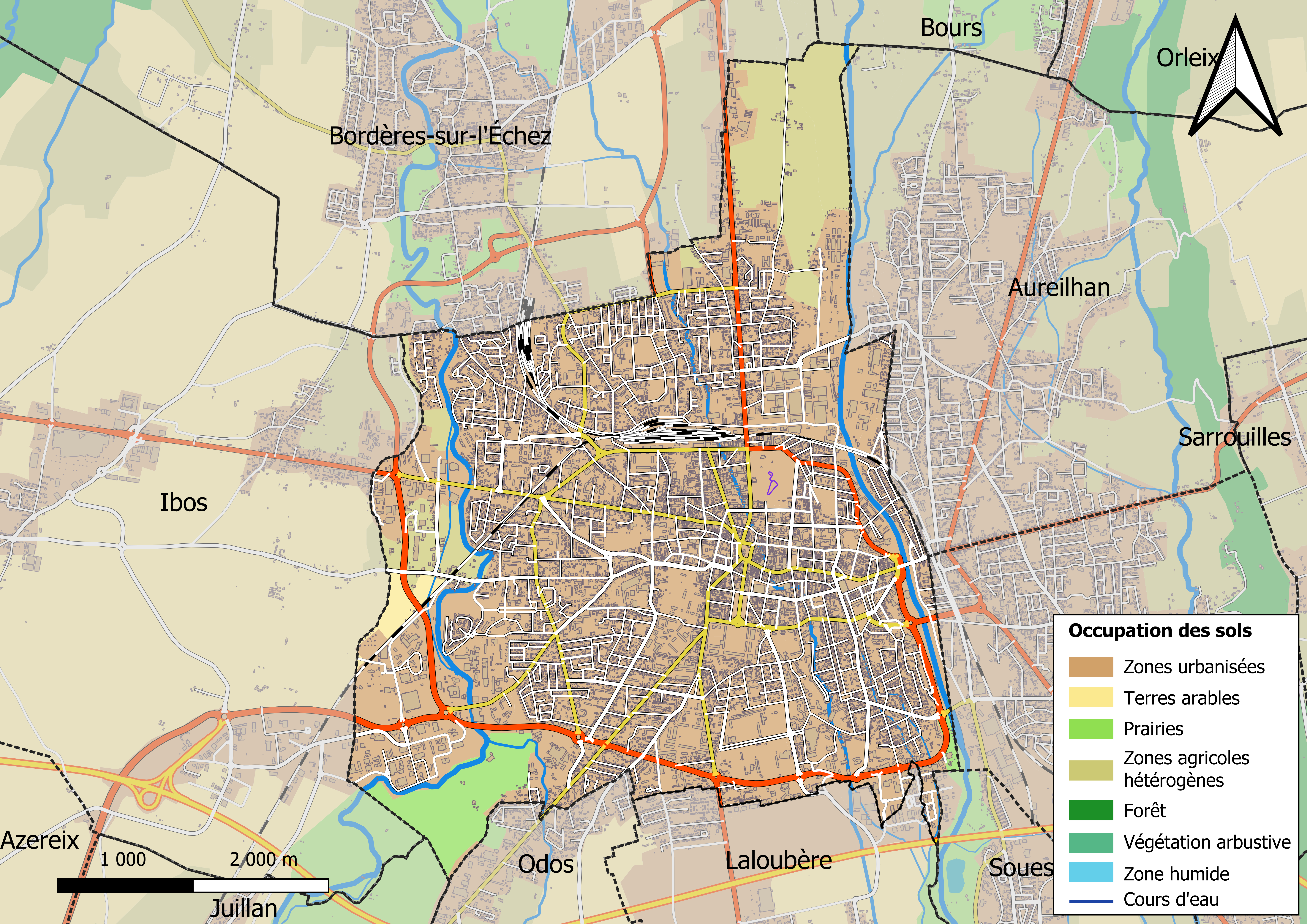

## Bezienswaardigheden
- Kathedraal Notre-Dame-de-la-Sède. Het grootste deel van de kathedraal is twaalfde-eeuws en romaans. De neoklassieke westgevel werd gebouwd in de achttiende eeuw.
- Jardin Massey, negentiende-eeuwse tuin aangelegd door botanicus Placide Massey, met daarin het Musée Massey en de ruïnes van het klooster van de voormalige abdij van Saint-Sever-de-Rustan
- Justitiepaleis (1850)

### Musea
- Musée Massey, museum rond de geschiedenis van de huzaren
- Haras de Tarbes, stoeterij met gebouwen in empirestijl
- Maison natale du maréchal Foch, museum in het geboortehuis van maarschalk Ferdinand Foch
- Musée commémoratif de la Déportation et de la Résistance[6]

### Foto's

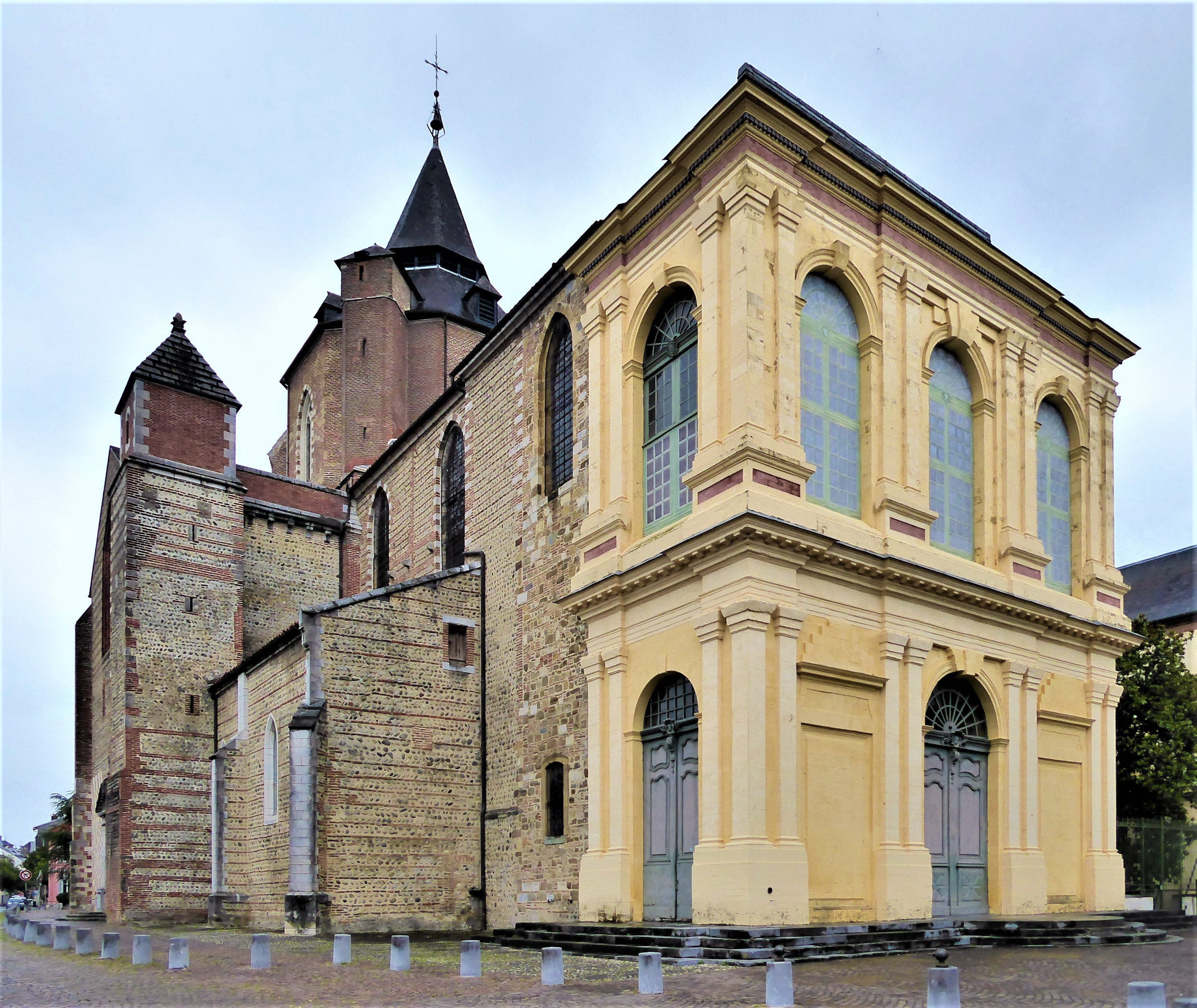
Kathedraal
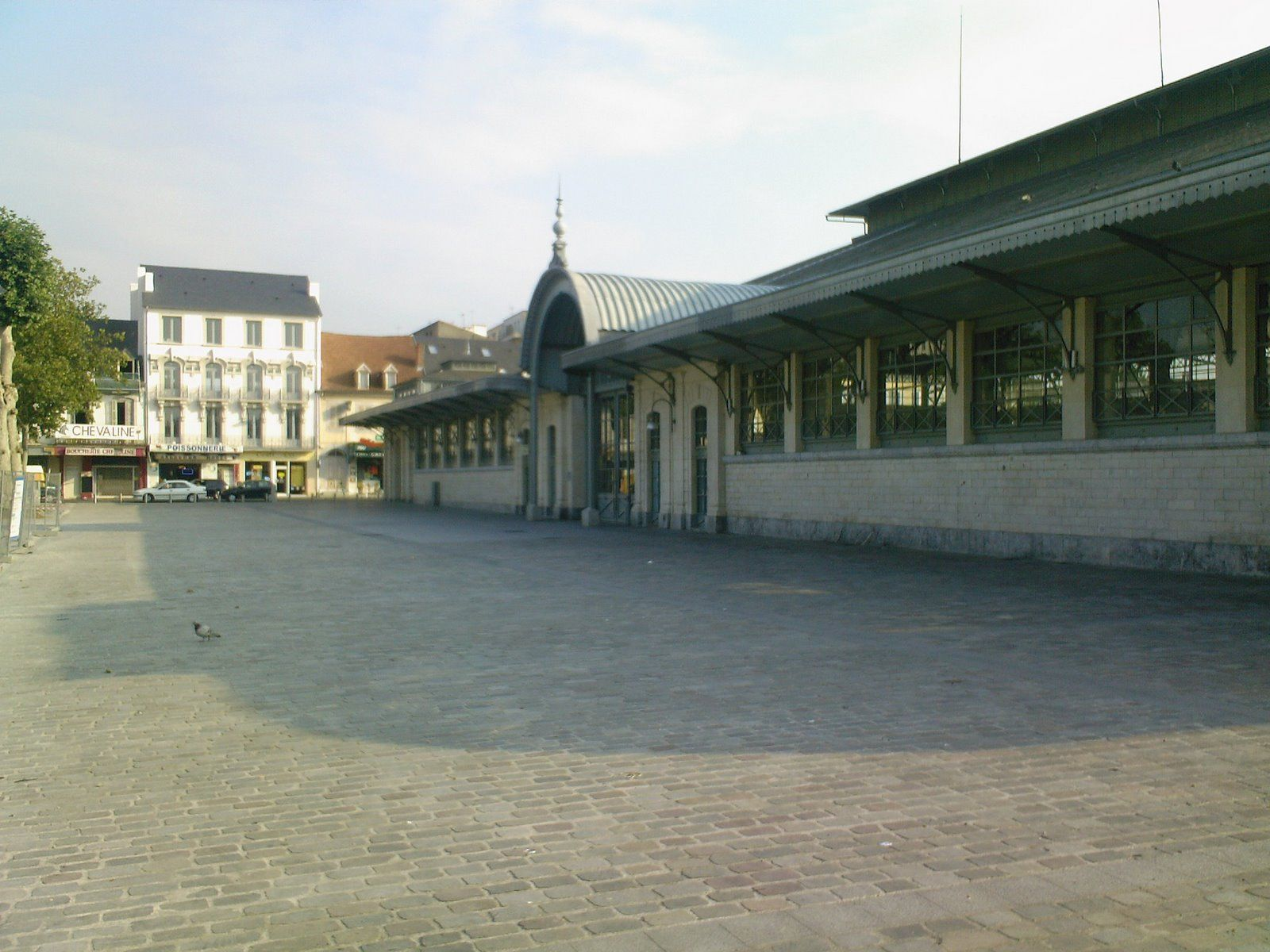
Markthallen
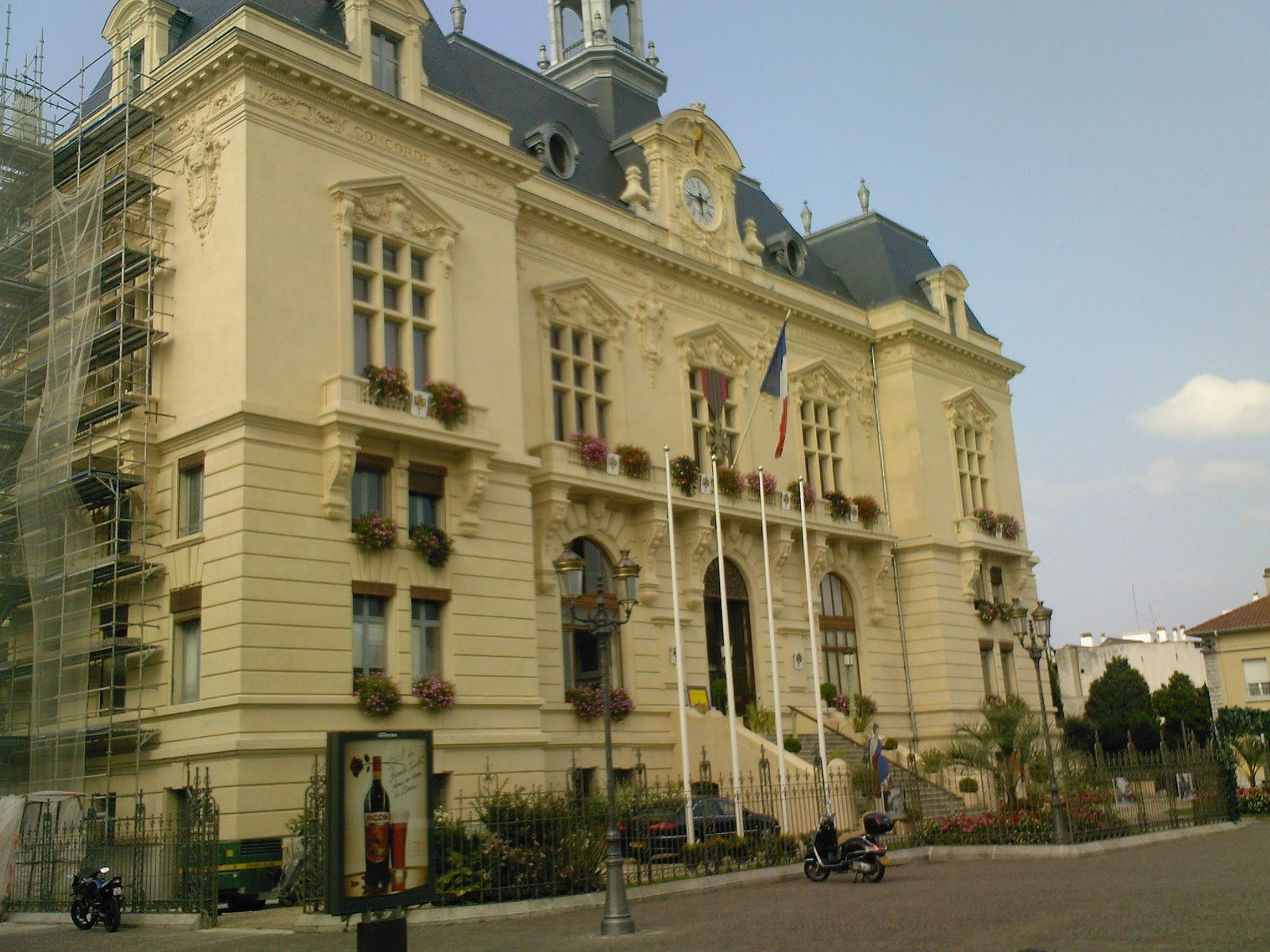
Stadhuis
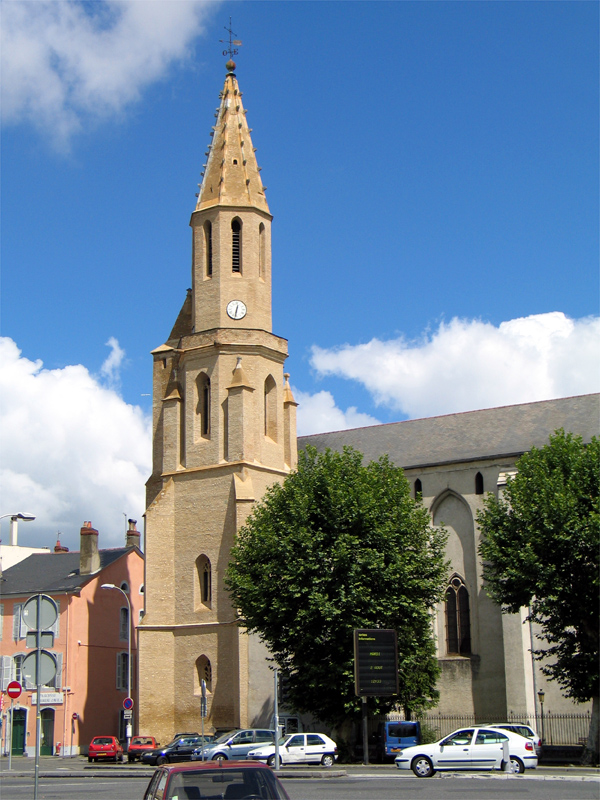
Sainte-Thérèse-kerk
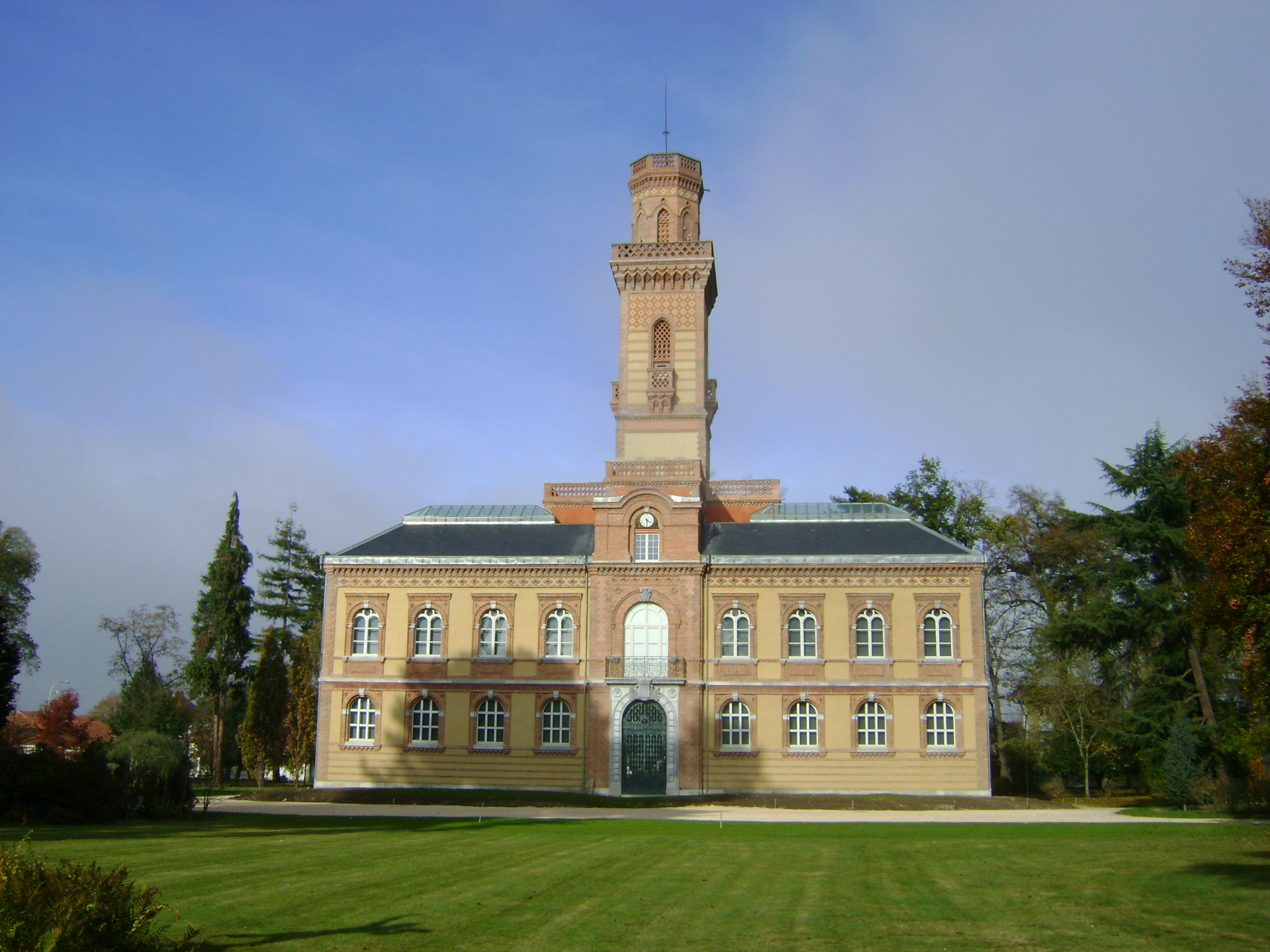
Musée Massey

## Verkeer en vervoer
In de gemeente ligt spoorwegstation Tarbes.

## Demografie
Onderstaande figuur toont het verloop van het inwonertal (bron: INSEE-tellingen).

## Economie
Tarbes heeft een militaire traditie. In 1870 werd het arsenaal opgericht, waar munitie voor kanonnen werd gemaakt. Rond dit voormalige arsenaal is allerlei industrie gekomen. Tarbes heeft ook legerkazernes. Anno 2024 waren twee regimenten in Tarbes gelegerd: 35ème Régiment d'Artillerie Parachutiste en 1er Régiment des Hussards Parachutistes.
Te Tarbes bevindt zich een experimenteel centrum voor het ontmantelen van afgedankte civiele en militaire vliegtuigen, dat deel uitmaakt van de Franse Aerospace Valley-cluster.

## Onderwijs
In Tarbes zijn verschillende instellingen voor voortgezet onderwijs, waaronder de École Nationale d'Ingénieurs en de École Supérieure d’Art des Pyrénées Pau Tarbes. Er is ook een universitaire campus van de Université Pau Pays de l'Adour.

## Sport
Tarbes was 15 keer etappeplaats in de wielerkoers Ronde van Frankrijk. De laatste ritwinnaar in Tarbes in de Fransman Pierrick Fédrigo in 2009. Wielrenner Fabio Casartelli overleed in het ziekenhuis van Tarbes, nadat hij tijdens een touretappe hard was gevallen in de afdaling van de Col de Portet-d'Aspet.

## Geboren in Tarbes
- Bertrand Barère de Vieuzac (1755-1841), politicus
- Pierre Emmanuel Félix Chazal (1808-1892), Belgisch minister
- Théophile Gautier (1811-1872), schrijver
- Ferdinand Foch (1851-1929), militair en auteur
- Laurent Tailhade (1854-1919), dichter en anarchist
- Jean Abadie (1873-1946), arts
- Christine de Rivoyre (1921-2019), (scenario)schrijfster en journaliste
- Yvette Horner (1922-2018), accordeoniste
- François Deguelt (1932-2014), zanger
- Christian Gion (1940), filmregisseur
- Christophe Dupouey (1968-2009), veldrijder en mountainbiker

## Overleden in Tarbes
- Fabio Casartelli (1970-1995), Italiaans wielrenner